# Finale de la Coupe Stanley 1916
Année précédente Année suivante
La finale de la Coupe Stanley 1916 fait suite aux saisons 1915-1916 de l'Association nationale de hockey et de l'Association de hockey de la Côte du Pacifique (souvent désignée par les sigles ANH et PCHA). La finale est en réalité une série de rencontres entre les champions de l'ANH, les Canadiens de Montréal, et ceux de la PCHA, les Rosebuds de Portland. Les Canadiens de Montréal remportent leur première Coupe.

## Contexte
En Amérique du Nord et depuis 1893, la Coupe Stanley est décernée au « club de hockey champion du Dominion » au terme de défis qui peuvent être lancés par n'importe quelle équipe. En 1914, une équipe de la PCHA défie de manière non officielle les Blueshirts de Toronto champions de l'Association nationale de hockey. Il en résulte alors un accord entre les deux ligues selon lequel les champions des deux ligues s'affronteraient pour l'obtention de la Coupe Stanley.

### Classement de l'ANH
Les Canadiens de Montréal remportent la saison régulière et le Trophée O'Brien en finissant avec une fiche de 16 victoires, 7 défaites et 1 match nul. Un point leur est tout de même retiré par la LNH à la suite du match du 20 janvier contre les Bulldogs. En effet, les deux équipes font match nul mais la victoire est donnée aux joueurs de Québec car Montréal aligne Skene Ronan, joueur anglophone, sans autorisation de la LNH. Ainsi, les Canadiens terminent avec 32 points. L'équipe et la ligue sont menées par Édouard « Newsy » Lalonde, le meilleur buteur du circuit auteur de 28 buts en 24 rencontres.
| Clt   | Équipe                | PJ | V  | D  | N | BP  | BC  | Pts |
| ----- | --------------------- | -- | -- | -- | - | --- | --- | --- |
| +001, | Canadiens de Montréal | 24 | 16 | 7  | 1 | 104 | 76  | 32  |
| +002, | Sénateurs d'Ottawa    | 24 | 13 | 11 | 0 | 78  | 72  | 26  |
| +003, | Bulldogs de Québec    | 24 | 10 | 12 | 2 | 91  | 98  | 23  |
| +004, | Wanderers de Montréal | 24 | 10 | 14 | 0 | 90  | 116 | 20  |
| +005, | Blueshirts de Toronto | 24 | 9  | 14 | 1 | 97  | 98  | 19  |

- Qualifié pour les séries éliminatoires

### Classement de la PCHA
Les joueurs des Rosebuds de Portland finissent à la première place du classement avec treize victoires et cinq défaites.
| Clt   | Équipe                     | PJ | V  | D  | N | BP | BC  |
| ----- | -------------------------- | -- | -- | -- | - | -- | --- |
| +001, | Rosebuds de Portland       | 18 | 13 | 5  | 0 | 71 | 60  |
| +002, | Millionnaires de Vancouver | 18 | 9  | 9  | 0 | 75 | 69  |
| +003, | Metropolitans de Seattle   | 18 | 9  | 9  | 0 | 68 | 67  |
| +004, | Aristocrats de Victoria    | 18 | 5  | 13 | 0 | 74 | 102 |

## Finale de la Coupe Stanley
Les joueurs de Montréal rencontrent en finale les Rosebuds de Portland de l'Association de hockey de la Côte du Pacifique, ligue concurrente de la LNH. La série est jouée au meilleur des cinq matchs, parties qui sont toutes jouées sur la patinoire du Québec, l’Aréna de Westmount avec une alternance d’une partie sur l’autre des règles de l’ANH et de la PCHA. Le premier match tourne à l’avantage de l’équipe de l’Oregon avec un blanchissage de la part de Tommy Murray. Les deux matchs d'après sont remportés par les Canadiens sur les scores de 2-1 et 6-3. L’équipe de la PCHA remporte le quatrième match dans la difficulté avec une victoire 6-5. Au cours de la cinquième et dernière confrontation, Erskine « Skene » Ronan inscrit le premier filet pour les Canadiens dès la première période du jeu. Le score reste inchangé au cours du deuxième tiers mais finalement au bout de six minutes trente de la dernière période, Thomas Dunderdale redonne l’espoir aux Rosebuds en trompant enfin Vézina. Ce but revigore les joueurs « américains » alors que les Canadiens français semblent au bout du rouleau mais la délivrance vient deux minutes plus tard par un but de George « Goldie » Prodger qui donne le premier titre de champion de la Coupe Stanley de l’histoire des Canadiens de Montréal.

### Effectif champion
L'effectif sacré champion est le suivant :
- Gardien de but : Georges Vézina,
- Défenseurs : Albert Corbeau, George Prodgers et Howard McNamara — capitaine de l’équipe
- Maraudeurs : Édouard « Newsy » Lalonde et Didier Pitre
- Centres : Georges Poulin et Erskine « Skene » Ronan
- Ailiers : Amos Arbour, Louis Berlinguette, Jack Fournier et Jack Laviolette
- Entraîneur : Édouard « Newsy » Lalonde assisté de S. Newsworthy et Aldrie Guiment
- Président : U. P. Boucher
- Directeur et trésorier : George Kennedy
- Secrétaire : Napoléon Dorval

### Résultats des matchs
| 20 mars 1916 | Canadiens de Montréal | 0-2 (0-1, 0-1, 0-0) | Rosebuds de Portland | Aréna de Westmount |

| Feuille de match | Feuille de match | Feuille de match | Feuille de match                        | Feuille de match                          |
| ---------------- | ---------------- | ---------------- | --------------------------------------- | ----------------------------------------- |
|                  | -                | 0-1 0-2          | 11 min — Harris 23 min — Charles Uksila | Arbitrage : Harvey Pulford Johnny Brennan |
| Georges Vézina   | Gardiens         | Tommy Murray     |                                         | Arbitrage : Harvey Pulford Johnny Brennan |
| 32 min           | Pénalités        | 21 min           |                                         | Arbitrage : Harvey Pulford Johnny Brennan |
|                  |                  |                  |                                         | Arbitrage : Harvey Pulford Johnny Brennan |

| 22 mars 1916 | Canadiens de Montréal | 2-1 (2-1, 0-0, 0-0) | Rosebuds de Portland | Aréna de Westmount |

| Feuille de match | Feuille de match                                | Feuille de match | Feuille de match          | Feuille de match |
| ---------------- | ----------------------------------------------- | ---------------- | ------------------------- | ---------------- |
|                  | A. Arbour — 3 min 10 s - G. Poulin — 8 min 13 s | 1-0 1-1 2-1      | - 6 min 33 s — C. Tobin - |                  |
| Georges Vézina   | Gardiens                                        | Tommy Murray     |                           |                  |
| 22 min           | Pénalités                                       | 22 min           |                           |                  |
|                  |                                                 |                  |                           |                  |

| 25 mars 1916 | Canadiens de Montréal | 6-3 (1-1, 3-2, 2-0) | Rosebuds de Portland | Aréna de Westmount |

| Feuille de match | Feuille de match                                                                              | Feuille de match                    | Feuille de match                                           | Feuille de match |
| ---------------- | --------------------------------------------------------------------------------------------- | ----------------------------------- | ---------------------------------------------------------- | ---------------- |
|                  | - D. Pitre — 10 min 30 s N. Lalonde — 27 min 30 s - A. Arbour D. Pitre - G. Prodgers D. Pitre | 0-1 1-1 2-1 2-2 3-2 4-2 4-3 5-3 6-3 | 4 min 30 s — Oatman - 28 min 15 s — Johnson - C. Tobin - - |                  |
| Georges Vézina   | Gardiens                                                                                      | Tommy Murray                        |                                                            |                  |
| 26 min           | Pénalités                                                                                     | 19 min                              |                                                            |                  |
|                  |                                                                                               |                                     |                                                            |                  |

| 28 mars 1916 | Canadiens de Montréal | 5-6 (0-1, 4-2, 1-3) | Rosebuds de Portland | Aréna de Westmount |

| Feuille de match | Feuille de match                                                                                           | Feuille de match                            | Feuille de match | Feuille de match                          |
| ---------------- | --- | ------------------------------------------- | --- | ----------------------------------------- |
|                  | - G. Prodgers — 29 min N. Lalonde — 31 min 40 s D. Pitre — 32 min A. Arbour — 36 min - N. Lalonde — 45 min | 0-1 0-2 0-3 1-3 2-3 3-3 4-3 4-4 4-5 4-6 5-6 | 40 min — Harris 22 min 30 s — C. Uksila 23 min 30 s — Harris - 43 min — Oatman 43 min 20 s — Harris 44 min — Oatman - | Arbitrage : Harvey Pulford Johnny Brennan |
| Georges Vézina   | Gardiens                                                                                                   | Tommy Murray                                | | Arbitrage : Harvey Pulford Johnny Brennan |
| 24 min           | Pénalités                                                                                                  | 12 min                                      | | Arbitrage : Harvey Pulford Johnny Brennan |
|                  | |                                             | | Arbitrage : Harvey Pulford Johnny Brennan |

| 30 mars 1916 | Canadiens de Montréal | 2-1 (pr) (1-0, 0-0, 1-0, 1-0) | Rosebuds de Portland | Aréna de Westmount |

| Feuille de match | Feuille de match                         | Feuille de match | Feuille de match           | Feuille de match |
| ---------------- | ---------------------------------------- | ---------------- | -------------------------- | ---------------- |
|                  | S. Ronan — 12 min - G. Prodgers — 68 min | 1-0 1-1 2-1      | - 48 min — T. Dunderdale - |                  |
| Georges Vézina   | Gardiens                                 | Tommy Murray     |                            |                  |
|                  |                                          |                  |                            |                  |
|                  |                                          |                  |                            |                  |